# Ononis masquilierii
Ononis masquilierii är en ärtväxtart som beskrevs av Antonio Bertoloni. Ononis masquilierii ingår i släktet puktörnen, och familjen ärtväxter. Inga underarter finns listade i Catalogue of Life.